# Бартхолд III фон Бюрен
Бартхолд III фон Бюрен/VII (на немски: Barthold III von Büren/Berthold VII von Büren; * сл. 1271; † между 9 септември и 1 декември 1315 или 1317) е благородник от род „фон Бюрен“, господар на Бюрен и Вевелсбург (1290 – 1315) в Северен Рейн-Вестфалия и 1291 г. фогт на Бьодекен във Вестфалия.

## Произход
Той е вторият син на Бартхолд II фон Бюрен/V († 1285/1287), фогт на Бьодекен, и съпругата му Ермгард фон Бройч/Бройх († сл. 1312), дъщеря на Буркхард III фон Бройч/Бройх († сл. 1251) и Агнес фон Алтена-Изенбер († сл. 1274), дъщеря на граф Фридрих II фон Алтена-Изенберг († 1226) и графиня София фон Лимбург († 1226/1227), дъщеря на херцог Валрам IV фон Лимбург и Кунигунда Лотарингска. Сестра му Агнес фон Бюрен († сл. 10 март 1316) е омъжена за рицар Буркхард фон дер Асебург († 1316/1317).
Господарите фон Бюрен построяват ок. 1150 г. замък и през 1195 г. основават град Бюрен във Вестфалия. Те са една могъща благородническа фамилия в княжеското епископство Падерборн.

## Фамилия
Бартхолд III фон Бюрен се жени за София фон Билщайн († 1332), дъщеря на Йохан I фон Билщайн, маршал на Вестфалия († 1310) и Юта фон Рененберг († сл. 1297). и Юта фон Рененберг († сл. 1297). Tе имат пет деца:
- Бартхолд IV фон Бюрен /Бертолд IX фон Бюрен († сл. 1367/ок. 1370), женен I. за Хайлвиг фон Золмс († сл. 1340), дъщеря на граф Хайнрих I (V) фон Золмс-Отенщайн († 1352/1353) и София фон Хорстмар-Ахауз-Отенщайн († 1353/1358), наследничка на замък Отенщайн до Ахауз, II. пр. 1281 г. за Госте († сл.1357)
- Дитрих фон Бюрен († сл. 1307)
- Юта фон Бюрен († сл. 1339)
- Ирмгард фон Бюрен († сл. 1304), омъжена за Вернер фон Вестербург († сл. 1357)
- Йохан фон Бюрен († 1363), каноник (1315 – 1360), домкамерар в Падерборн (1337 – 1359), каноник в Кьолн и Падерборн (1359)